# (5006) Teller
(5006) Teller (1989 GL5) – planetoida z pasa głównego asteroid okrążająca Słońce w ciągu 5,7 lat w średniej odległości 3,19 j.a. Odkryta 5 kwietnia 1989 roku.